# Ceratiidae
Ceratiidae é uma família de peixes actinopterígeos pertencentes à ordem Lophiiformes. Os peixes machos da espécie Ceratias holboelli, quando encontram uma fêmea, grudam nela e sofrem uma metamorfose: suas atividades vitais adormecem e eles viram um parasita cujo único órgão ativo é o reservatório de sêmen.